# Sharphydrus capensis
Sharphydrus capensis är en skalbaggsart som först beskrevs av Omer-cooper 1955.  Sharphydrus capensis ingår i släktet Sharphydrus och familjen dykare. Inga underarter finns listade i Catalogue of Life.